# Llista d'asteroides/129901–130000
| Nom      | Designació provisional | Data de descobriment | Lloc de descobriment | Descobridor/s |
| -------- | ---------------------- | -------------------- | -------------------- | ------------- |
| 129901 - | 1999 TM53              | 6 d'octubre, 1999    | Kitt Peak            | Spacewatch    |
| 129902 - | 1999 TO61              | 7 d'octubre, 1999    | Kitt Peak            | Spacewatch    |
| 129903 - | 1999 TO64              | 8 d'octubre, 1999    | Kitt Peak            | Spacewatch    |
| 129904 - | 1999 TF69              | 9 d'octubre, 1999    | Kitt Peak            | Spacewatch    |
| 129905 - | 1999 TV69              | 9 d'octubre, 1999    | Kitt Peak            | Spacewatch    |
| 129906 - | 1999 TF78              | 11 d'octubre, 1999   | Kitt Peak            | Spacewatch    |
| 129907 - | 1999 TN78              | 11 d'octubre, 1999   | Kitt Peak            | Spacewatch    |
| 129908 - | 1999 TN89              | 2 d'octubre, 1999    | Socorro              | LINEAR        |
| 129909 - | 1999 TH97              | 2 d'octubre, 1999    | Socorro              | LINEAR        |
| 129910 - | 1999 TO97              | 2 d'octubre, 1999    | Socorro              | LINEAR        |
| 129911 - | 1999 TH99              | 2 d'octubre, 1999    | Socorro              | LINEAR        |
| 129912 - | 1999 TK99              | 2 d'octubre, 1999    | Socorro              | LINEAR        |
| 129913 - | 1999 TW99              | 2 d'octubre, 1999    | Socorro              | LINEAR        |
| 129914 - | 1999 TR101             | 2 d'octubre, 1999    | Socorro              | LINEAR        |
| 129915 - | 1999 TA107             | 4 d'octubre, 1999    | Socorro              | LINEAR        |
| 129916 - | 1999 TJ108             | 4 d'octubre, 1999    | Socorro              | LINEAR        |
| 129917 - | 1999 TH114             | 4 d'octubre, 1999    | Socorro              | LINEAR        |
| 129918 - | 1999 TP115             | 4 d'octubre, 1999    | Socorro              | LINEAR        |
| 129919 - | 1999 TJ116             | 4 d'octubre, 1999    | Socorro              | LINEAR        |
| 129920 - | 1999 TY119             | 4 d'octubre, 1999    | Socorro              | LINEAR        |
| 129921 - | 1999 TF123             | 4 d'octubre, 1999    | Socorro              | LINEAR        |
| 129922 - | 1999 TD124             | 4 d'octubre, 1999    | Socorro              | LINEAR        |
| 129923 - | 1999 TJ126             | 4 d'octubre, 1999    | Socorro              | LINEAR        |
| 129924 - | 1999 TK127             | 4 d'octubre, 1999    | Socorro              | LINEAR        |
| 129925 - | 1999 TM127             | 15 d'octubre, 1999   | Socorro              | LINEAR        |
| 129926 - | 1999 TO127             | 4 d'octubre, 1999    | Socorro              | LINEAR        |
| 129927 - | 1999 TU127             | 4 d'octubre, 1999    | Socorro              | LINEAR        |
| 129928 - | 1999 TN131             | 6 d'octubre, 1999    | Socorro              | LINEAR        |
| 129929 - | 1999 TV141             | 15 d'octubre, 1999   | Socorro              | LINEAR        |
| 129930 - | 1999 TX141             | 7 d'octubre, 1999    | Socorro              | LINEAR        |
| 129931 - | 1999 TV144             | 7 d'octubre, 1999    | Socorro              | LINEAR        |
| 129932 - | 1999 TB148             | 7 d'octubre, 1999    | Socorro              | LINEAR        |
| 129933 - | 1999 TE149             | 7 d'octubre, 1999    | Socorro              | LINEAR        |
| 129934 - | 1999 TA151             | 7 d'octubre, 1999    | Socorro              | LINEAR        |
| 129935 - | 1999 TJ153             | 7 d'octubre, 1999    | Socorro              | LINEAR        |
| 129936 - | 1999 TY153             | 7 d'octubre, 1999    | Socorro              | LINEAR        |
| 129937 - | 1999 TH156             | 7 d'octubre, 1999    | Socorro              | LINEAR        |
| 129938 - | 1999 TA163             | 9 d'octubre, 1999    | Socorro              | LINEAR        |
| 129939 - | 1999 TH163             | 9 d'octubre, 1999    | Socorro              | LINEAR        |
| 129940 - | 1999 TS166             | 10 d'octubre, 1999   | Socorro              | LINEAR        |
| 129941 - | 1999 TB170             | 10 d'octubre, 1999   | Socorro              | LINEAR        |
| 129942 - | 1999 TX171             | 10 d'octubre, 1999   | Socorro              | LINEAR        |
| 129943 - | 1999 TK174             | 10 d'octubre, 1999   | Socorro              | LINEAR        |
| 129944 - | 1999 TC182             | 11 d'octubre, 1999   | Socorro              | LINEAR        |
| 129945 - | 1999 TS184             | 12 d'octubre, 1999   | Socorro              | LINEAR        |
| 129946 - | 1999 TQ191             | 12 d'octubre, 1999   | Socorro              | LINEAR        |
| 129947 - | 1999 TB195             | 12 d'octubre, 1999   | Socorro              | LINEAR        |
| 129948 - | 1999 TL212             | 15 d'octubre, 1999   | Socorro              | LINEAR        |
| 129949 - | 1999 TG213             | 15 d'octubre, 1999   | Socorro              | LINEAR        |
| 129950 - | 1999 TH214             | 15 d'octubre, 1999   | Socorro              | LINEAR        |
| 129951 - | 1999 TV219             | 1 d'octubre, 1999    | Kitt Peak            | Spacewatch    |
| 129952 - | 1999 TW220             | 1 d'octubre, 1999    | Anderson Mesa        | LONEOS        |
| 129953 - | 1999 TE225             | 2 d'octubre, 1999    | Kitt Peak            | Spacewatch    |
| 129954 - | 1999 TA236             | 3 d'octubre, 1999    | Catalina             | CSS           |
| 129955 - | 1999 TY248             | 8 d'octubre, 1999    | Catalina             | CSS           |
| 129956 - | 1999 TT255             | 9 d'octubre, 1999    | Kitt Peak            | Spacewatch    |
| 129957 - | 1999 TQ262             | 15 d'octubre, 1999   | Socorro              | LINEAR        |
| 129958 - | 1999 TV265             | 3 d'octubre, 1999    | Socorro              | LINEAR        |
| 129959 - | 1999 TW272             | 3 d'octubre, 1999    | Socorro              | LINEAR        |
| 129960 - | 1999 TP276             | 6 d'octubre, 1999    | Socorro              | LINEAR        |
| 129961 - | 1999 TP288             | 10 d'octubre, 1999   | Socorro              | LINEAR        |
| 129962 - | 1999 TY294             | 1 d'octubre, 1999    | Catalina             | CSS           |
| 129963 - | 1999 TZ296             | 2 d'octubre, 1999    | Catalina             | CSS           |
| 129964 - | 1999 TY314             | 8 d'octubre, 1999    | Kitt Peak            | Spacewatch    |
| 129965 - | 1999 UZ4               | 29 d'octubre, 1999   | Kitt Peak            | Spacewatch    |
| 129966 - | 1999 UU5               | 29 d'octubre, 1999   | Catalina             | CSS           |
| 129967 - | 1999 UL10              | 31 d'octubre, 1999   | Socorro              | LINEAR        |
| 129968 - | 1999 UA15              | 29 d'octubre, 1999   | Catalina             | CSS           |
| 129969 - | 1999 UV16              | 29 d'octubre, 1999   | Catalina             | CSS           |
| 129970 - | 1999 UH19              | 30 d'octubre, 1999   | Kitt Peak            | Spacewatch    |
| 129971 - | 1999 UM22              | 31 d'octubre, 1999   | Kitt Peak            | Spacewatch    |
| 129972 - | 1999 UF23              | 31 d'octubre, 1999   | Kitt Peak            | Spacewatch    |
| 129973 - | 1999 UW25              | 30 d'octubre, 1999   | Catalina             | CSS           |
| 129974 - | 1999 US33              | 31 d'octubre, 1999   | Kitt Peak            | Spacewatch    |
| 129975 - | 1999 UA36              | 31 d'octubre, 1999   | Kitt Peak            | Spacewatch    |
| 129976 - | 1999 UJ36              | 16 d'octubre, 1999   | Kitt Peak            | Spacewatch    |
| 129977 - | 1999 UK36              | 16 d'octubre, 1999   | Kitt Peak            | Spacewatch    |
| 129978 - | 1999 UC39              | 29 d'octubre, 1999   | Anderson Mesa        | LONEOS        |
| 129979 - | 1999 UF40              | 16 d'octubre, 1999   | Socorro              | LINEAR        |
| 129980 - | 1999 UN42              | 28 d'octubre, 1999   | Catalina             | CSS           |
| 129981 - | 1999 UZ44              | 30 d'octubre, 1999   | Kitt Peak            | Spacewatch    |
| 129982 - | 1999 UJ45              | 31 d'octubre, 1999   | Catalina             | CSS           |
| 129983 - | 1999 UR48              | 30 d'octubre, 1999   | Kitt Peak            | Spacewatch    |
| 129984 - | 1999 UC51              | 31 d'octubre, 1999   | Anderson Mesa        | LONEOS        |
| 129985 - | 1999 UP51              | 31 d'octubre, 1999   | Catalina             | CSS           |
| 129986 - | 1999 UP53              | 19 d'octubre, 1999   | Kitt Peak            | Spacewatch    |
| 129987 - | 1999 UL62              | 31 d'octubre, 1999   | Catalina             | CSS           |
| 129988 - | 1999 VH4               | 1 de novembre, 1999  | Catalina             | CSS           |
| 129989 - | 1999 VS5               | 5 de novembre, 1999  | Kitt Peak            | Spacewatch    |
| 129990 - | 1999 VW13              | 2 de novembre, 1999  | Socorro              | LINEAR        |
| 129991 - | 1999 VL14              | 2 de novembre, 1999  | Socorro              | LINEAR        |
| 129992 - | 1999 VQ16              | 2 de novembre, 1999  | Kitt Peak            | Spacewatch    |
| 129993 - | 1999 VN18              | 2 de novembre, 1999  | Kitt Peak            | Spacewatch    |
| 129994 - | 1999 VQ18              | 2 de novembre, 1999  | Kitt Peak            | Spacewatch    |
| 129995 - | 1999 VA20              | 10 de novembre, 1999 | Višnjan Observatory  | K. Korlević   |
| 129996 - | 1999 VF25              | 13 de novembre, 1999 | Oizumi               | T. Kobayashi  |
| 129997 - | 1999 VH28              | 3 de novembre, 1999  | Socorro              | LINEAR        |
| 129998 - | 1999 VA31              | 3 de novembre, 1999  | Socorro              | LINEAR        |
| 129999 - | 1999 VM33              | 3 de novembre, 1999  | Socorro              | LINEAR        |
| 130000 - | 1999 VX33              | 3 de novembre, 1999  | Socorro              | LINEAR        |